# Enallagma novaehispaniae
Enallagma novaehispaniae es  un caballito del diablo de la familia de los caballitos de alas angostas (Coenagrionidae). Esta es una especie casi exclusivamente latinoamericana, novaehispaniae significa “Nueva España”, haciendo referencia a su distribución en lo que fueron los territorios del virreinato que llevaba el mismo nombre. En algunos arroyos E. novaehispaniae puede ser la especie más abundante, sin embargo no existe información sobre su biología.

## Nombre común
- Español: caballito del diablo.

## Clasificación y descripción de la especie
El género Enallagma incluye al menos 47 especies de distribución Holártica, En Norteamérica es el segundo género más rico, solo después de Argia. E. novaehispaniae fue originalmente descrita como una subespecie de Enallagma coecum con ejemplares de México, Costa Rica , Venezuela, Guatemala y Honduras. La coloración clara de esta especie es de color azul. El dorso de la cabeza es color negro con dos grandes manchas postoculares. El  tórax tiene líneas negras y finas mediorsal y humeral completas. Marcas negras del  abdomen como sigue: segmento 3 marca en 0.2 apical, 4-7 cubriendo el todo el dorso, segmento 8 con anillo apical, segmento 10 completamente negro.

## Distribución de la especie
Centro y sur de Texas, E.U.A., México, Centroamérica, Trinidad y Tobago, Colombia, Venezuela, Ecuador, Perú, Brasil y Argentina.

## Ambiente terrestre
Ríos y arroyos limpios con corriente fuerte.

## Estado de conservación
No se considera dentro de ninguna categoría de riesgo.